# Flûtiste (DC Comics)
Pour les articles homonymes, voir Flûtiste.
Le Flûtiste (Pied Piper en version originale) est un super-vilain de l'univers de la maison d'édition DC Comics. Créé par le scénariste John Broome et le dessinateur Carmine Infantino, le personnage de fiction apparaît pour la première fois dans le comic book The Flash vol. 1 #106 en mai 1959.

## Biographie fictive
Harltey Rathaway (alias Thomas Peterson) est né sourd, avant d'être soigné par le docteur Will Magnus. Le jeune homme se découvre très vite une passion pour les sons et les technologies liées. Il s'aperçoit également des bienfaits de la musique sur les hommes. Il finit par mettre au point une technique capable d’hypnotiser par la musique. S'ennuyant un peu, Hartley décide de commettre ses premiers méfaits. Il affrontera ainsi à plusieurs reprises le second Flash, Barry Allen.

### AprèsCrisis on Infinite Earths
Après les évènements de Crisis on Infinite Earths (notamment la mort de Barry Allen), Hartley n'est plus amusé par sa « carrière » criminelle. Il décide de mener une vie totalement opposée et consacre son temps à la défense des pauvres et des défavorisés.
On apprend plus tard qu’il est gay, après sa rencontre avec Rod Lauren. Dans sa « nouvelle vie », il devient un ami du 3e Flash, Wally West, et sa femme Linda, qu’il aidera à plusieurs reprises.
Hartley est ensuite accusé du meurtre de ses parents. Alors que Rathaway lui-même semble douter de son innocence, Wally fait tout pour trouver le vrai coupable, persuadé que son ami n'y est pour rien. Le véritable coupable sera finalement découvert : le Maître des Miroirs.

## Pouvoirs et capacités
Il possède une flûte qui lui sert à hypnotiser ses adversaires. Il peut alors contrôler les humains. Plus tard, il parviendra même à contrôler quelques animaux, notamment des rats. Selon Desaad, son pouvoir serait avant tout basé sur l’équation de l’anti-vie.

## Apparitions dans d'autres médias

### Télévision
En 2005, il apparait dans un épisode de la saison 5 de la série d'animation La Nouvelle Ligue des justiciers.
En 2015, Andy Mientus incarne le personnage dans deux épisodes de Flash.

### Animation
Le personnage apparait dans l'OAV La Ligue des justiciers : Le Paradoxe Flashpoint sorti en 2013.

### Jeux vidéo
Le personnage est présent dans DC Universe Online sorti en 2011.